# Jozef Bessems
Josephus Felix (Jozef) Bessems (Hofstade, 24 februari 1890 - Aalst, 17 juni 1969) was een Belgisch ondernemer en bestuurder.

## Levensloop
Bessems was textielfabrikant te Aalst. Aldaar was hij voorzitter van het Katholieke middenstandsverbond van 1934 tot 1951. Na de Tweede Wereldoorlog, op 16 september 1945, werd hij voorzitter van de Vlaamse vleugel van het Christelijk Middenstandsverbond van België (CMVB). In mei 1948 werd hij nationaal voorzitter van deze middenstandsorganisatie in opvolging van Fernand van Ackere. Bij aanvang van zijn voorzitterschap werd de CMVB op 12 mei 1948 omgevormd tot het Nationaal Christelijk Middenstandsverbond (NCMV). Hij oefende dit mandaat uit tot 9 januari 1949 toen hij werd opgevolgd door Maurice Santens.